# Pierce-Arrow V12
Pierce-Arrow V12 är en lyxbil, tillverkad av den amerikanska biltillverkaren Pierce-Arrow mellan 1932 och 1938. 

## Bakgrund
Pierce-Arrow var en konservativ biltillverkare som inte ändrade något i onödan. När konkurrenterna gick över till åttacylindriga motorer under det glada 1920-talet höll Pierce-Arrow kvar vid sina sexcylindriga modeller i det längsta. Märket hade en trogen kundkrets bland de välbärgade i New England men när konkurrensen hårdnade efter Wall Street-kraschen var Pierce-Arrow snabba att hänga på trenden med flercylindriga motorer.

## Pierce-Arrow V12
Pierce-Arrow introducerade två modellserier 1932 med olika stora versioner av den tolvcylindriga motorn. Sidventilmotorn hade två motorblock i gjutjärn placerade i 80° vinkel på ett vevhus i aluminium.
Redan efter ett år försvann den mindre motorn och istället kom en ännu större version. Under 1933 gick ägaren Studebaker i konkurs och Pierce-Arrow köptes upp av en grupp affärsmän från Buffalo, New York.
1934 uppdaterades karossen och endast den större motorn blev kvar på programmet. Försäljningen sjönk dock stadigt under den stora depressionen och året därpå gick företaget i konkurs.
Efter en rekonstruktion genomgick V12:an omfattande modifieringar till 1936. Förutom uppdaterade karosser flyttades motorn framåt i chassit för bättre viktfördelning och åkkomfort.
Företagsledningens ansträngningar att få fram pengar till nya modeller förblev resultatlösa och försäljningen sjönk ytterligare. De sista Pierce-Arrow-bilarna tillverkades i början av 1938, varefter företaget sattes i likvidation.

## Pierce Silver Arrow

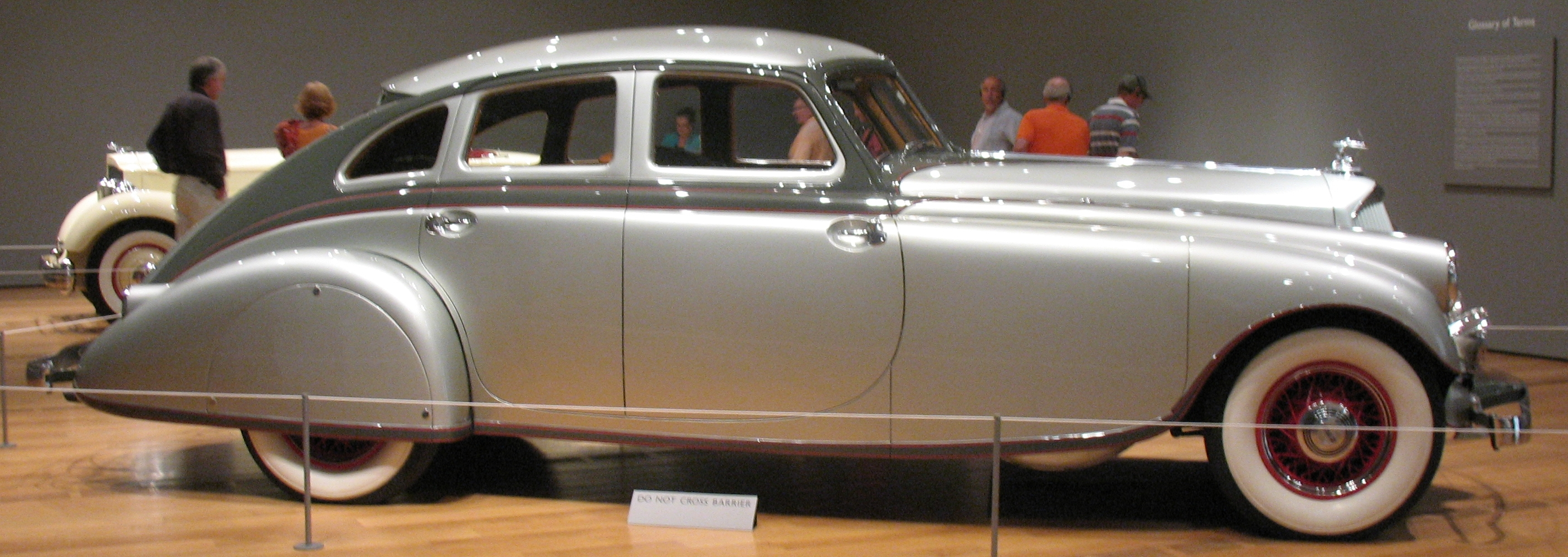
Pierce Silver Arrow 1933

I ett försök att öka uppmärksamheten runt märket byggde Pierce-Arrow en konceptbil till bilsalongen i New York och världsutställningen i Chicago 1933. Pierce Silver Arrow hade en mycket futuristisk fyrdörrarskaross och marknadsfördes som ”1940 års bil redan 1933”. Sammanlagt byggdes fem exemplar, men bilen gjorde inget varaktigt intryck på märkets formgivning.

## Motorer
| Modell      | Årsmodell | Motor             | Cylindervolym | Effekt     | Bränslesystem    |
| ----------- | --------- | ----------------- | ------------- | ---------- | ---------------- |
| Model 53    | 1932      | 12-cyl V-motor sv | 6522 cm³      | 140 hk     | Dubbla förgasare |
| Model 51/52 | 1932-33   | 12-cyl V-motor sv | 7030 cm³      | 160 hk     | Dubbla förgasare |
| Twelve      | 1933-38   | 12-cyl V-motor sv | 7571 cm³      | 175-185 hk | Dubbla förgasare |